# Paige O'Hara
Pour les articles homonymes, voir O'Hara.
Paige O'Hara, pseudonyme de Donna Paige Helmintoller, est une actrice, peintre et chanteuse américaine née le 10 mai 1956 à Fort Lauderdale, Floride (États-Unis).

## Filmographie
- 1991 : La Belle et la Bête (Beauty and the Beast) : Belle (voix)
- 1997 : La Belle et la Bête 2 : Le Noël enchanté (Beauty and the Beast: The Enchanted Christmas) (vidéo) : Belle (voix)
- 1998 : Beauty & the World of Music (vidéo) : Belle (voix)
- 1998 : Le Monde magique de la Belle et la Bête (Beauty and the Beast: Belle's Magical World) (vidéo) : Belle (voix)
- 1998 : Hé Arnold ! (Hey Arnold!) : Mme Gammelthorpe (voix)
- 1999 : Beauty & the World of Music (vidéo) : Belle (voix)
- 1999 : Chapters of Enchantment (vidéo) : Belle (voix)
- 2001 : Legend of the Candy Cane (TV)
- 2001 : Mickey, la magie de Noël (Mickey's Magical Christmas: Snowed in at the House of Mouse) (vidéo) : Belle
- 2002 : The Ring (Le Cercle, film) : Julie
- 2002 : Rolie Polie Olie : Les Chevaliers du rire (Rolie Polie Olie: The Great Defender of Fun) (vidéo) : Pollie Carol (voix)
- 2002 : Rapsittie Street Kids: Believe in Santa (TV) : Nicole (voix)
- 2005 : Disney Princess Party: Volume Two (vidéo) : Belle (voix)
- 2007 : Il était une fois (film) : Angela
- 2008 : Roadside Romeo : Laila
- 2019 : Le Monde Merveilles de Jane : Mme Carole Adams (voix)

## Voix française
- Bénédicte Lécroart dans la majorité de ses films.